# Óblast de Kiev
El óblast de Kiev (en ucraniano: Київська область, romanización Kíyivs’ka óblast’), también referido a veces como Kyivschina (en ucraniano: Київщина, romanización Kíyivschyna), es un óblast (provincia) en el centro de Ucrania. Su centro administrativo es la ciudad de Kiev, capital del país, que goza de autonomía propia. Su capital es la ciudad de Kiev (de iure) y Bila Tserkva (de facto)
Las principales ciudades del óblast de Kiev son Bila Tserkva, Irpín, Bucha, Brovarý y Boríspil. La antigua planta nuclear de Chernóbil estaba situada en el norte de la región, cerca de las ahora abandonadas ciudades de Prípiat y Chernóbil. El óblast de Kiev cuenta con el enclave territorial de Slavútych en el noroeste del óblast de Chernígov.

## Geografía
Kiev cuenta con un área de 28 100 km², aproximadamente 35 veces la superficie total de la ciudad de Kiev. Está localizada en la zona centro-norte de Ucrania. Esta región está rodeada de cinco óblast: la de óblast de Zhitómir, al suroeste; el óblast de Vínnitsa, al sur; el óblast de Cherkasy, al sureste; el óblast de Poltava, al este y noreste; y el óblast de Cherníhiv, al norte. Por otro lado, en la zona norte también limita con la provincia de Gómel, perteneciente a otro país: Bielorrusia.
El óblast está dividida en su zona central por el curso fluvial del río Dniéper (Dnipró). Además, la zona cuenta con otros ríos significantes, todos afluentes del Dniéper: Prípiat, Desná, Téteriv, Irpín, Ros y Trubizh.
La longitud del río Dniéper a lo largo del óblast de Kiev, junto con sus afluentes, es de 246 kilómetros. Además, existen 177 intersecciones entre pequeños ríos en la región, 13 embalses (de entre los que destacan dos de grandes dimensiones, el embalse de Kiev y el embalse de Kániv), 2000 charcas y 750 pequeños lagos.

### Clima
Las características fundamentales del clima de esta área son similares a las de Polesia y otras zonas boscosas vecinas. Esto significa que el óblast cuenta con un clima continental moderado, con inviernos relativamente suaves y veranos cálidos, aunque no en demasía. De este modo, el rango de temperaturas oscila desde los -6,1°C en enero hasta los 19,2°C en julio.

### Vegetación
La región cuenta con pequeñas montañas y cerros en la zona que queda al este del río Dniéper. En general, toda el óblast tiene bosques y zonas de gran importancia natural. Así, se podría hablar de un «área verde» de unos 436 kilómetros cuadrados, caracterizada por contar con aproximadamente 250 tipos diferentes de árboles y arbustos.

## Historia
El óblast de Kiev fue creado como parte de la República Socialista Soviética de Ucrania el 27 de febrero de 1932 entre los cinco primeros óblasts originales de Ucrania. Se estableció en un territorio que había sido conocido como tierra rutheniana.
Las fronteras actuales del óblast fueron establecidas en 1986, tras el accidente de Chernóbil. En ese momento la ciudad de Slavútych, que formaba parte del óblast de Cherníhiv, pasó al óblast de Kiev.
El 24 de febrero de 2022, las fuerzas armadas rusas invadieron el óblast de Kiev como parte de la invasión rusa de Ucrania de 2022. Ucrania lanzó una contraofensiva para retomar la región en marzo de 2022. El óblast fue declarado libre de invasores el 2 de abril de 2022 por el viceministro de Defensa ucraniano Hanna Malyar. Según el Ministerio de Defensa ucraniano, sus tropas habían retomado más de 30 ciudades y pueblos alrededor de Kiev. Sin embargo, el 9 de abril de 2022 los rusos volvieron a atacar el óblast, destruyendo incluso una estación de ferrocarril en Bucha.

## Divisiones administrativas
el óblast está subdividida en 7 raiones (distritos administrativos). Está compuesta por 25 ciudades, 30 pueblos y más de 1000 aldeas.
Las divisiones administrativas del óblast de Kiev, clasificadas por tipo, son las siguientes:
- 1 centro administrativo
- 7 raiones
- 1184 asentamientos humanos, que incluyen:
  - 1129 aldeas
  - 55 ciudades y pueblos, que incluyen:
    - 30 asentamiento de tipo urbano
    - 25 ciudades, que incluyen:
      - 11 Ciudades subordinadas al óblast
      - 14 Ciudades subordinadas al raión
- 606 Silradas o consejos rurales.

La administración local del óblast está dirigida por la Rada de l Óblast de Kiev (consejo regional). El gobernador del óblast es el portavoz de la Rada del Óblast de Kiev, que es nombrado por el Presidente de Ucrania.

### Enclaves
El municipio de Slavútych está localizado en las fronteras del óblast de Cherníhiv en la margen izquierda del río Dniéper, no teniendo contacto territorial con el resto del óblast de Kiev. A pesar de esto, Slavútych depende de las autoridades del óblast de Kiev. 
El pueblo de Kotsiubinske se encuentra rodeado completamente por los límites de la ciudad de Kiev.

### Zona de Chernóbil
En la zona noroccidental del óblast se encuentra una zona de exclusión debido a la contaminación radioactiva por el accidente de Chernóbil. Las principales ciudades de esta zona son Chernóbil y Prípiat, que están abandonadas. La ciudad de Slavútych fue construida a las afueras de la zona para albergar a los residentes evacuados de Prípiat y al personal de las instalaciones de la zona.

### Pueblos y ciudades importantes
Entre las ciudades y pueblos importantes del óblast de Kiev, están:
- Bila Tserkva – importante centro industrial y ciudad histórica
- Brovarý – importante centro industrial
- Borýspil – principal aeropuerto internacional del país e importante centro industrial
- Fástiv – importante nudo ferroviario y centro industrial
- Irpín-Bucha-Vórzel (localidades prácticamente unidas urbanamente)
- Pereyáslav-Jmelnitski – atracción histórico-artística
- Slavútych – La ciudad más joven de Ucrania, viviendas del personas de la Planta Nuclear de Chernóbil
- Vasylkiv – centro industrial, y viviendas de la más importante base aérea.
- Výshgorod – viviendas de la central hidroeléctrica de Kiev cerca del embalse de Kiev.

## Demografía
El principal grupo de habitantes del óblast es de nacionalidad ucraniana, aproximadamente un 92,5 % del total (1 648 800 personas). Después de este grupo se sitúan los rusos, judíos, bielorrusos, polacos y otros. 
Según el censo de 2001, la población urbana del óblast oscilaba en torno a un 57,6 % (1 053 500 individuos), mientras que los habitantes de zonas rurales serían 774 400 personas, un 42,4 %.
De acuerdo a los datos de 2006, el 46,3 % de la población (845 900 personas) son hombres y un 53,7 % mujeres (982 000 personas).

## Economía

### Industria
Las principales producciones del óblast de Kiev, en el plano industrial, están relacionadas con el ámbito de la alimentación, la producción de energía, los productos químicos y petroquímicos, maquinaria pesada y elementos metálicos.
el óblast de Kiev es el principal motor industrial a nivel nacional. Del total de lo fabricado en Ucrania, en esta óblast se produce el 63 % de excavadoras, el 53 % de papel y cartón y el 40 % de grúas montacargas, por ejemplo. En general, el óblast cuenta con 330 licencias de grandes empresas industriales y 742 de pequeña entidad.

### Agricultura
Además de la industria, el óblast de Kiev cuenta con un gran desarrollo agrícola. En 1999, la producción de trigo fue de 1 118 600 toneladas y la de remolacha azucarera de 1 570 900 toneladas, mientras que la de girasol fue de 18 100 toneladas y la de patatas de 669 200 toneladas. Respecto a la ganadería, la región produjo en ese mismo año 159 900 toneladas de carne, 738 500 toneladas de leche y 855,2 millones de huevos. Nuevamente hablando bajo datos de 1999, en el óblast de Kiev había 1130 granjas con licencia.

### Transporte

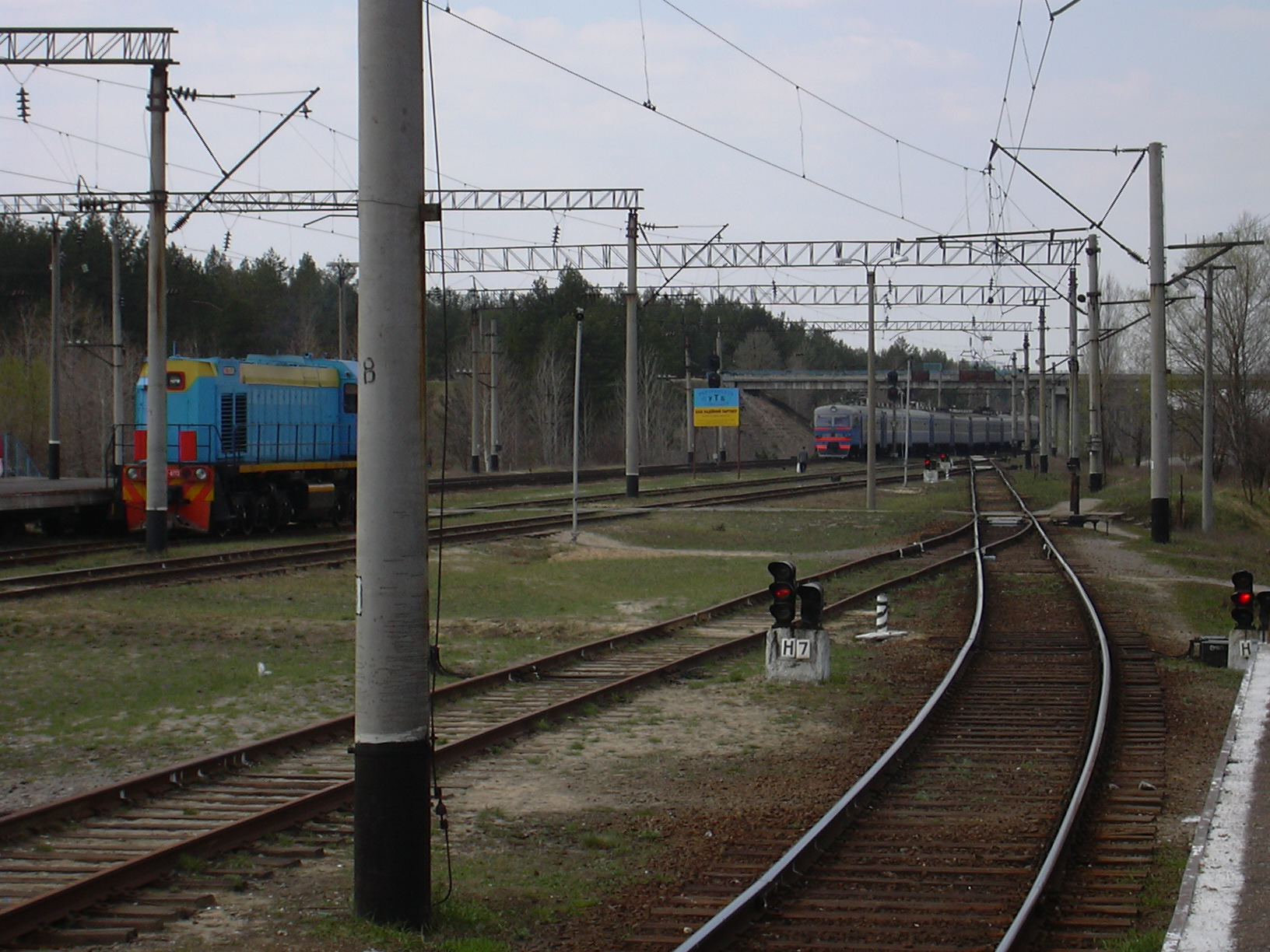
Líneas de ferrocarril en la estación de Slavútych.

La región cuenta con un sistema viario ampliamente desarrollado. La longitud de vías de ferrocarril en funcionamiento es, desde 1985, de 880 kilómetros. En ellas hay que incluir rutas como la que une Moscú con Kiev y Leópolis, u otra que va de Kiev a Donetsk pasando por Dnipró. Dentro del sistema local Elektrychka —equivalente al Cercanías español—, hay varias líneas que recorren el óblast: Kiev-Fástiv-Koziatyn, Kiev-Fástiv-Myrónivka, Kiev-Teteriv, Kiev-Nizhyn y Kiev-Yahotyn.
Respecto a la red de carreteras, el óblast de Kiev cuenta con un total de 7760 kilómetros, de los cuales 7489 están pavimentados. Las principales carreteras son:
- San Petersburgo-Kiev-Odesa (Ruta M-01/M-05)
- Kiev-Kóvel-Lublin (Ruta M-07)
- Vorónezh-Járkov-Kiev-Leópolis-Cracovia (E-40, Ruta M-06/M03)
- Lugansk-Dnipró-Kiev (Ruta M-04)[7][8]

En cuanto al transporte aéreo, esta región administrativa dispone de dos aeropuertos internacionales: Borýspil y Antónov. También existen aeropuertos de corte militar, ubicados en las ciudades de Bila Tserkva y Uzýn.
Para el transporte de combustible, existen dos gaseoductos entre Urengoy-Pomary-Úzhhorod y Shebelynka-Poltava-Kiev.

## Educación
el óblast de Kiev cuenta con 795 escuelas públicas de educación general, siendo un 27,5 % de las mismas de corte urbano (219) y un 72,5 % de corte rural (576). En esas escuelas se hallan matriculados 232 260 estudiantes, de los cuales 141 416 (60,6 %) van a escuelas urbanas y 98 944 (39,4 %) van a centros rurales.
Además, hay 12 escuelas con horario nocturno que albergan en torno a 6000 estudiantes, 15 escuelas privadas en las que se hallan matriculados 7000 estudiantes, 23 escuelas profesionales con 14 300 estudiantes, 22 escuelas superiores con 34 900 alumnos, 52 escuelas de educación en el hogar y 22 instituciones profesionales que educan a 17 300 individuos.
Por otro lado, orfanatos e instituciones para jóvenes con problemas psíquicos y físicos forman una parte importante del sistema educativo de esta óblast.
También existen instituciones específicas para niños superdotados, entre las que se encuentran algunas dedicadas específicamente a las matemáticas, a las ciencias naturales o a la música.

## Nomenclatura
La mayoría de los óblast ucranianas son nombradas con el nombre de sus capitales, adjetivando el nombre con la adición de un sufijo femenino al nombre de la ciudad: Kiev (Kýiv) es el centro del Kýivska óblast (óblast de Kiev). La mayoría de los óblast algunas veces son referidos con el sustantivo en forma de femenino, finalizando con el sufijo “-schyna”, siendo el caso del óblast de Kiev, Kýivschyna.
Kiev es el uso tradicional en castellano así como en otros idiomas para el centro administrativo del óblast de Kiev, pero la versión ucraniana (transliteración del idioma ucraniano) es Kýiv y óblast de Kýiv, siendo también usada algunas veces.